# Trần Kiên
Trần Kiên (1920-2004) là một đảng viên Đảng Cộng sản Việt Nam và chính khách Việt Nam. Ông đã đảm nhiệm các chức vụ: Phó Bí thư Khu ủy Quân khu 5; Bí thư tỉnh ủy các tỉnh Kon Tum, Đắc Lắc, Nghĩa Bình, Bộ trưởng Bộ Lâm nghiệp, Bí thư Trung ương Đảng, Chủ nhiệm Ủy ban Kiểm tra Trung ương của Đảng Cộng sản Việt Nam. 

## Thân thế và sự nghiệp
Ông có tên khai sinh: Nguyễn Tài, bí danh: Quốc, Sơn; sinh ngày 15-5-1920 tại xã Nghĩa Kỳ, huyện Tư Nghĩa, tỉnh Quảng Ngãi; tham gia cách mạng năm 1936; vào Đảng ngày 15-7-1945.
Năm 1936, lúc mới 16 tuổi, đồng chí Trần Kiên bắt đầu tham gia hoạt động  cách mạng, được cử làm liên lạc cho các đồng chí cán bộ lãnh đạo ở địa phương. Trong cao trào cách mạng 1936-1939, đồng chí Trần Kiên tích cực tham gia  cuộc biểu tình “đón” Toàn quyền Đông Dương-Gô Đa, khi y đến Quảng Ngãi (năm 1937). Được thử thách, tôi luyện trong phong trào cách mạng, đồng chí được cấp trên tin tưởng bổ sung vào lực lượng tự vệ làng An Hội, xã Nghĩa Kỳ, huyện Tư Nghĩa. 
Ông là ủy viên Trung ương Đảng các khóa IV, V, VI, Bí thư Trung ương Đảng các khóa V, VI.
Sau khi đất nước thống nhất, ông làm Bí thư tỉnh ủy một loạt tỉnh Quảng Ngãi, Nghĩa Bình, Gia Lai, Kontum, Đắc Lắc và mấy năm làm bộ trưởng Bộ Lâm nghiệp (nay là Bộ Nông nghiệp và Phát triển Nông thôn) (1979 - 22/1/1981); đại biểu Quốc hội khóa VI.
Tại Đại hội VI lịch sử, ông được bầu vào Ban bí thư Trung ương Đảng và giữ chức vụ Chủ nhiệm Ủy ban Kiểm tra Trung ương Đảng Cộng sản Việt Nam.
Do bị bệnh đột ngột, đồng chí đã từ trần vào ngày 26/5/2004 tại Quảng Ngãi. 

## Vinh danh
Ông đã được Nhà nước tặng Huân chương Hồ Chí Minh, Huân chương Quân công hạng nhất và nhiều huân, huy chương cao quý khác; Huy hiệu 50 năm tuổi Đảng. Năm 2007, ông được Nhà nước Cộng hòa Xã hội Chủ nghĩa Việt Nam tặng Huân chương Sao Vàng.
Tại tỉnh Quảng Ngãi và Gia Lai có con đường được mang tên ông